# Parafia Przemienienia Pańskiego w Białej
Parafia Przemienienia Pańskiego w Białej – parafia rzymskokatolicka w dekanacie Chojnów diecezji legnickiej. Jej proboszczem jest ks. mgr Andrzej Tarnowski. Erygowana w 1994.

## Zasięg parafii
Do parafii należą wierni z miejscowości: Biała, Czernikowice, Kolonia Kołłątaja.